# Асако Идеуе
Асако Идеуе (јап. 井手上 麻子; 5. мај 1987) јапанска је фудбалерка.

## Репрезентација
За репрезентацију Јапана дебитовала је 2010. године.

## Статистика
| Јапан  | Јапан | Јапан |
| Год.   | Ута.  | Гол.  |
| ------ | ----- | ----- |
| 2010   | 1     | 0     |
| Укупно | 1     | 0     |